# Regne Unit de Portugal, el Brasil i l'Algarve
El Regne Unit de Portugal, el Brasil i l'Algarve o Regne Unit de Portugal, el Brasil i els Algarves (en portuguès: Reino Unido de Portugal, Brasil e Algarves) fou el nom que rebé el Regne de Portugal durant la regència de la dinastia Bragança entre 1815 i 1825, i que aglutinà els territoris dels Regnes de Portugal i l'Algarve i la colònia del Brasil així com totes les possessions d'ultramar de l'Imperi Portuguès.

## Orígens
La relació bilaterial existent entre el Regne de Portugal i el Regne Unit de la Gran Bretanya i Irlanda va comportar que, mitjançant la signatura del Tractat de Fontainebleau de 1807 entre el Primer Imperi Francès i el Regne d'Espanya, les tropes de Napoleó Bonaparte avancessin per territori espanyol en direcció a Portugal, el que comportà la fugida de la família reial portuguesa vers a Rio de Janeiro i l'ocupació francesa del país.
El 1634 Brasil havia estat ja elevat a la categoria de principat ostentant el títol de príncep del Brasil l'hereu directe al tron portuguès. El 1808 Joan de Bragança, regent en nom de la seva mare Maria I i futur Joan VI, va elevar a la categoria de regne el que fins aquells moments era conegut amb el nom de principat i virregnat del Brasil. Després de la realització del Congrés de Viena el 1815 el Brasil fou reconegut com a regne per les potències europees, confirmació que es feu efectiva amb la denominació del nou regne amb el nom de Regne Unit (en una federació amb un règim jurídic semblant al Regne Unit de la Gran Bretanya i Irlanda) i amb l'enumeració dels diferents territoris/regnes integrants de la nova federació: Portugal, Brasil i l'Algarve. La capital s'establí a Rio de Janeiro, tot i que eventualment també ho fou Salvador de Bahia, encara que els Bragança mantingueren nominalment la capital a la ciutat de Lisboa.

## Extensió
El Regne Unit de Portugal, el Brasil i l'Algarve va ser un dels estats més extensos de la seva època, ja que abastava:
- l'actual Portugal, tenint una permanent disputa per Olivença.
- l'actual Brasil, exceptuant l'Acre ni els territoris conquerits al Paraguai el 1872, però amb la Província Cisplatina (actual Uruguai) i, fins al 1819 amb tota la Guaiana Francesa, de la qual però va retenir Amapá).
- les dependències i colònies de: Cap Verd, Guinea Bissau, Cabinda, Angola, Moçambic, São Tomé i Príncipe, Daman i Diu, Goa, Timor Portuguès (en disputes amb els Països Baixos), l'illa de Flores i Macau.
- va reclamar possessions territorials a les zones costaneres d'Àfrica, especialment les situades entre els rius Senegal i l'Ogooué, on estaven situades les factories de Fortaleça de São João Baptista de Ajudá i Ziguinchor, i zones costaneres de l'oceà Índic com Manopotopo a l'actual Zimbàbue i sobre la península de Malaca, les illes Moluques i les costes occidentals de Nova Guinea.

## Política interna i Revolució a Portugal

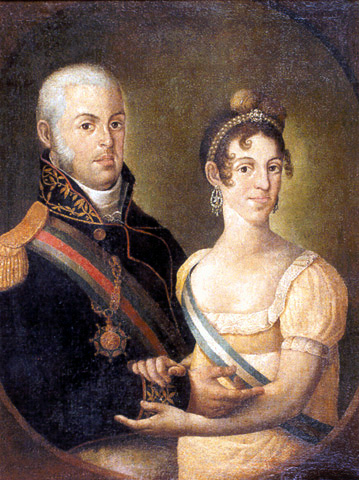
Imatge de Joan VI de Portugal i Carlota Joaquima d'Espanya.

El trasllat de la cort al Brasil va afavorir la integració i unificació d'aquest, que fins en aquell moment estava dividit en diverses colònies supeditades a Lisboa. Un dels fets més notables va ser la invasió i ocupació de la Banda Oriental l'any 1820, territori que fou annexat a la Província Cisplatina, en la qual van participar nombrosos contingents brasilers i un experimentat exèrcit de 5.000 portuguesos al comandament del general Carlos Federico Lecor.
El 1820 s'originaren dues insurreccions a les ciutats de Lisboa i Porto a causa de la preeminència econòmica, política i cultural que estava agafant el regne de Brasil en detriment de la metropolitana Portugal, i sobretot la recerca liberal d'establir un sistema de govern del tipus monàrquic constitucional. La revolució, iniciada a la ciutat de Porto, estava directament inspirada en l'espanyola liderada per Rafael de Riego i va tenir un ràpid eco en diverses províncies del Brasil. Així, al principi de 1821 es van formar Juntes de Govern Constitucionalista al Grão Pará, Bahia i Maranhão que es van adherir a la revolució liberal portuguesa. El rei Joan VI de Portugal, que havia adoptat el nom de Joan I del Regne Unit de Portugal, el Brasil i l'Algarve, va decidir acceptar la imposició d'una constitució i retornà a Lisboa l'abril del mateix any, deixant el seu fill hereu Pere d'Alcantara al Brasil com a regent del regne, juntament amb gran part de la noblesa, administradors i legisladors portuguesos.
La presència del rei a Portugal des de 1821 va provocar que els diputats brasilers s'apartessin del govern lisboeta i afirmessin la seu monàrquica a Rio de Janeiro, d'aquesta manera la línia dels Bragança que es va mantenir a Amèrica va ser la que va regir l'Imperi de Brasil entronitzant el regent Pere de Bragança amb el nom de Pere I de Brasil. Aquest nou estat va ser proclamat el 7 de setembre de 1822, data de la independència de Brasil i de dissolució del Regne Unit de Portugal, el Brasil i l'Algarve (si bé aquesta independència no fou reconeguda per Portugal fins a la signatura del Tractat de Rio de Janeiro el 29 d'agost de 1825).

## Reis del Regne Unit de Portugal, el Brasil i l'Algarve
- 1815-1816: Maria I, filla de Josep I.
- 1916-1825: Joan VI de Portugal o Joan I del Regne Unit de Portugal, el Brasil i l'Algarve, fill de l'anterior.